# Sjömansskatt
Sjömansskatt var en skatt som betalades av svenska sjömän fram till 1998. Den var lägre än skatten för personer som arbetar i land.
Sjömansskatten avskaffades 1998 och nya beskattningsregler infördes. Reglerna gäller för anställda på sådana svenskflaggade fartyg som i det tidigare sjömansskattesystemet skulle ha klassificerats till sjömansskatt. 
Upplysningar om sjöinkomst lämnas av skattekontor 2 Göteborg.